# Lotos Vincenc Šparovec
Lotos Vincenc Šparovec, slovenski igralec in rezervni vojaški častnik; *15. decembra 1971, Ljubljana.

## Življenjepis
V mladosti se je ukvarjal z različnimi športi in bil 3. na jugoslovanskem prvenstvu v plavanju.
Leta 1991 se je vpisal na AGRFT in študiral dramsko igro in umetniško besedo. Takoj po študiju leta 1996 se je zaposlil v Mestnem gledališču ljubljanskem (MGL) in tam ostal do leta 2003, ko se je odločil za krajši premor in se izšolal za rezervnega vojaškega častnika. Ansamblu MGL pa se je znova pridružil leta 2005. Za seboj ima uspešno in bogato kariero tudi na filmu in televiziji.
V mladosti se je občasno ukvarjal s pomorstvom in v letu 1993 doživel nesrečo – padec s tovorne ladje. Po nekajurni iskalni akciji so ga uspeli rešiti. O svoji nesreči bo v letu 2022 v MGL ustvaril avtobiografsko dramo Človek v morju.

## Filmi

### Celovečerni filmi[4][2]
- kosec v Čamčatki Mitje Novljana (1996),
- Ivan Zakrajšek v Temnih angelih usode Saše Podgorška (1999),
- Fekonja v Jebiga Mihe Hočevarja (2000),
- dealer v Slepi pegi Hanne Slak (2002),
- Langus v Pesnikovem portretu z dvojnikom Francija Slaka (2003),
- astrolog v filmu Pod njenim oknom Metoda Pevca (2003)
- Slovenec v Sijaju v očeh Srđana Karanovića (2004),
- Sandi v Planu B Urške Kos (2007),
- Vampir z Gorjancev Vincija Voguea Anžlovarja (2008)
- Francl v Idili Tomaža Gorkiča (2014)
- Pojdi z mano Ivana Šterka (2016)
- inšpektor Hace v Gajin svet (2018) in Gajin svet 2 (2022)

### Televizijski filmi
- Skriti spomin Angele Vode režiserke Maje Weiss (2009).

### Kratki filmi
- glavna vloga v Boli? Marka Cafnika (2005),
- glavna vloga v Moških Mine Bergant (2010),
- Dva Ena Petra Bratuša (2015).

### TV serije
- Trdoglavci (2011) – Župan Kozmijan
- Da, dragi! Da, draga! (2016) – Bojan
- Mame (2017-2018) – Miki
- Primeri inšpektorja Vrenka (2021-2023) – Oskar Brajdič

## Nagrade
- 2016 – Borštnikova nagrada[5]